# Дирхаген
Дирхаген (нем. Dierhagen) — община в Германии, в земле Мекленбург-Передняя Померания.
Входит в состав района Северная Передняя Померания. Подчиняется управлению Дарс/Фишланд.  Население составляет 1570 человек (на 31 декабря 2010 года). Занимает площадь 27,47 км².